# 985 Rosina
985 Rosina é um asteroide que orbita o Sol, crusando a orbita de Marte.
Este asteroide foi descoberto em 14 de outubro de 1922 por Karl Reinmuth.